# Lötschberg
Lötschberg är ett berg i Schweiz.   Det ligger i distriktet Raron och kantonen Valais, i den södra delen av landet, 60 km söder om huvudstaden Bern. Toppen på Lötschberg är 2 690 meter över havet.
Terrängen runt Lötschberg är mycket bergig. Närmaste större samhälle är Leuk, 13,3 km sydväst om Lötschberg. 
Trakten runt Lötschberg består i huvudsak av gräsmarker. Runt Lötschberg är det ganska tätbefolkat, med 90 invånare per kvadratkilometer.